# Седиментогенез
Седиментогене́з (рос. седиментогенез,англ. sedimentogenesis; нім. Sedimentenbildung, Sedimentogenese — стадія утворення осаду.
Седиментогенез — це процеси взаємодії поверхневих геосфер Землі (атмосфери, гідросфери та літосфери) за участю живих і рослинних організмів (біосфери), що призводять до формування мінерально-органогенних утворень на суші та у водному середовищі (океанах, морях, річках, озерах, болотах).
Седиментогенез об'єднує три етапи:
1. мобілізація речовини при вивітрюванні і розмиві;
2. перенесення речовини водою, льодом, вітром або прямим впливом гравітації;
3. осадження речовини на дні водойми або на суші.

Седиментогенез змінюється діагенезом осаду.

## Седиментогенез при газонафтоутворенні
Характеризується накопиченням вхідної нафтогазоматеринської органічної речовини в субаквальних осадах за рахунок синтезу продуктів деструкції біоценозів (ліпідів, вуглеводнів, білків, целюлози, лігніну); формуванням нафтогазоматеринського потенціалу органічної речовини, зумовленого його молекулярною структурою, і потенціалу порід, який залежить від типу накопиченої органічної речовини (сапропелевий чи гумусовий) та його концентрації в породі. Перетворення органічної речовини на цій стадії пов'язано в основному з діяльністю мікробів, в тому числі бактерій, і бентоносних організмів, в результаті чого органічний вуглець витрачається на редукцію заліза з окисної форми в закисну, на утворення біохімічного метану та вуглекислого газу, більша частина яких розсіюється в атмосфері. Рідше (при низьких температурах, високих тисках) метан утворює газогідратні поклади чи накопичується в розчиненому у воді стані. Концентрація утворених рідких вуглеводнів на цій стадії дуже мала, а в їх складі непарні алкани переважають над парними.